# Yerres (Essonne)
Yerres é uma comuna francesa, situada a vinte quilômetros a sudeste de Paris, no departamento de Essonne na região da Ilha de França.
Levando o nome do rio Yerres, que ocupa as encostas norte e sul do baixo vale, a vila formado em torno da abadia beneditina de Notre-Dame e mais tarde do mosteiro dos Camaldulenses se tornando a partir dos séculos XVIII e XIX, um lugar de repouso muito apreciado pela aristocracia, pela burguesia e pelos artistas. Ligada à capital pela estrada de ferro, ela está localizada no subúrbio próximo, a comuna sofreu uma explosão populacional durante a segunda metade do século XX, multiplicando a população por cinco em cinquenta anos. Majoritariamente residencial, a cidade se destaca no departamento pelo padrão de vida relativamente alto de sua população, atraída pela estrutura de vida preservada exemplo de uma comuna paradoxalmente pouco equipada em recursos comuns.
Seus habitantes são chamados de Yerrois.

## Toponímia
Edera em 1235, Hedera em 1238, Hezdera em 1248, Hietra em 1630, Erra, Irrya, Hierre..
Em 1801 no boletim de leis, o nome da comuna foi indiferente ortografado Yerres ou Yeres. Ligação e elisão são ditas da cidade de Yerres bem como do rio Yerres..

## História

### As origens
É provável que o vau de Yerres, localizado na estrada romana que conduzem a partir de Paris para Montereau, tem estado na origem do primeiro assentamento de Yerres.

### Abadias e senhores

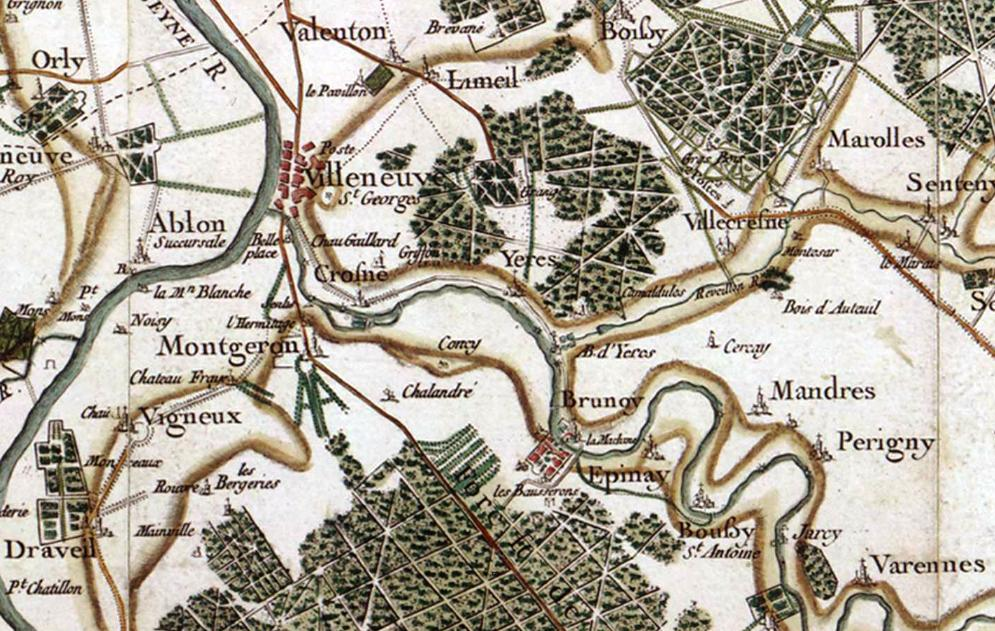
A região de Yeres no século XVIIe por Cassini.

Todo o vale inferior do Yerres foi atribuído pelos reis merovíngios aos grandes abades parisienses, que contribuíram para o desenvolvimento local. A paróquia, originalmente dedicada a são Loup foi citada no século XI.
A história conhecida do lugar começa com a construção de 1120 da abadia Nossa Senhora de Yerres realizada pelos beneditinos. Em 1130, o senhor Guillaume de Hierres construiu um castelo do qual resta hoje o châtelet no centro da cidade. No século XIIIe foi reconstruída a igreja paroquial. Em 1228, Jean Ier du Donjon se casou com a neta de Pedro II de Courtenay.
Em 1389, a fortaleza de Yerres passou ao Bureau de La Rivière, camareiro do rei da França Carlos V. Em 1390, o feudo de la Grange é uma parcela do massivo florestal de Ardenay, limpo por uma comunidade religiosa parisiense. Em 1431, a rainha Isabel da Baviera tinha uma estadia na fazenda de Godeaux. Em 1452, a família Budé herdou o senhorio. Em 1581, sua fazenda é fortificada.
A construção do castelo é realizada em 1617 por Charles Duret, controlador geral das finanças e filho do primeiro médico de Carlos IX. De acordo com a moda dos tempos, os jardins paisagísticos são organizados com o castelo.

### Repouso de aristocratas e burgueses

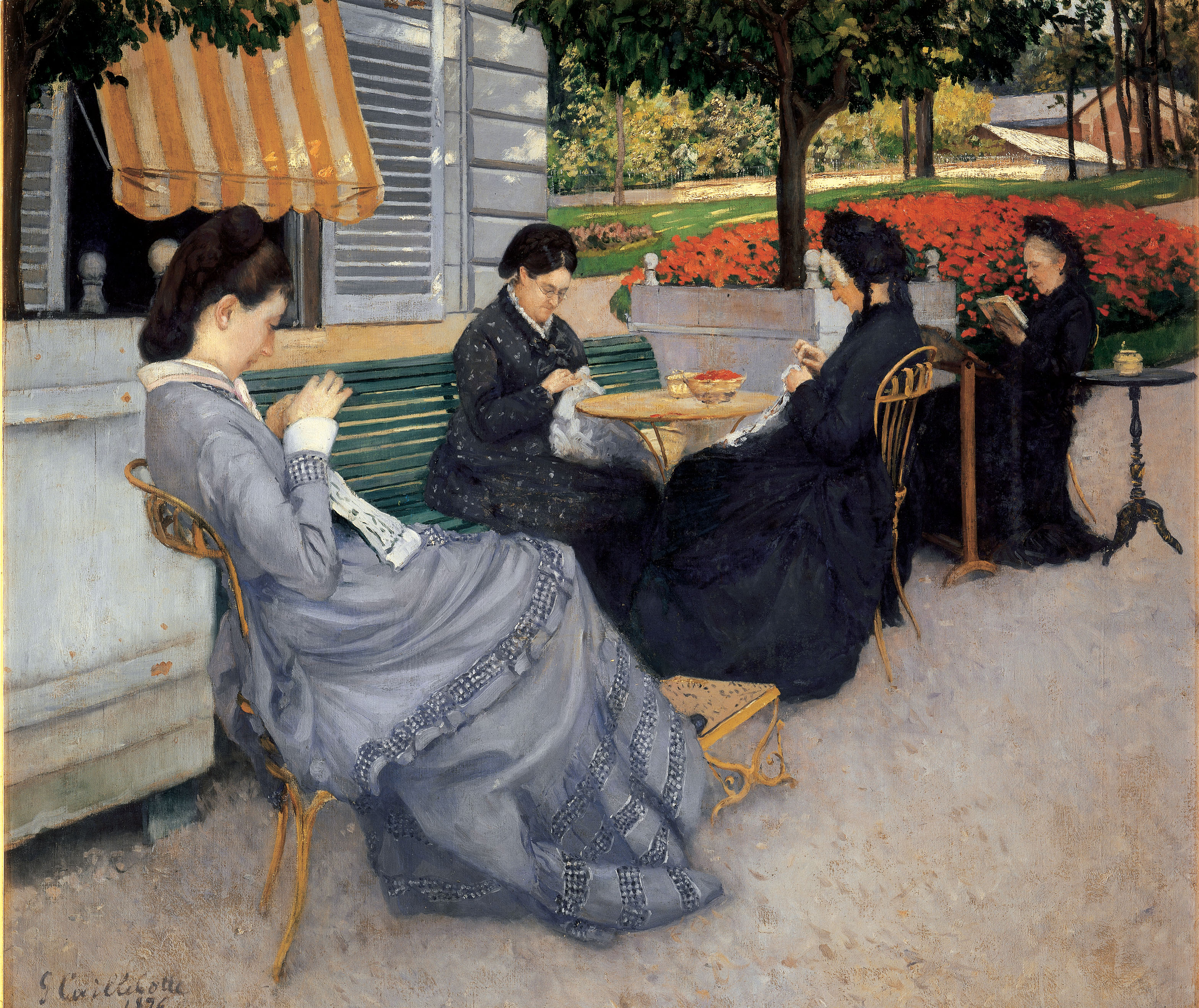
Os Retratos no campo de Gustave Caillebotte, pintado na propriedade de Yerres.

O castelo foi vendido em 1637 para Rollin Cinzel, mestre de hotel do rei, cuja esposa foi um das preciosas do tempo, conhecida sob o nome de Bertaminde. Em 1652, os camaldulenses construíram uma nova abadia, em terras doadas por Carlos de Angoulême. Em 1658, Ninon de Lenclos viveu lá e convidou todos os amigos aos custos de Bertaminde. O tumulto que se seguiu foi relatado por Tallemant des Réaux. Em 1691, Jean de La Fontaine viveu no albergue do Bois Bouron.
Entre 1715 e 1717, o príncipe da Hungria e da Transilvânia, Francisco II Rákóczi fez ajuste de reforma no convento dos Camaldulenses. O Marechal da Saxônia, que residia regularmente desde 1745 no chateau du Piple em Boissy-Saint-Léger, comprou a propriedade em 1748 e lançou importantes reinstalações, que permaneceram inacabadas por ocasião de sua morte, dois anos mais tarde. Elas foram concluídas por Jacques Ramond, secretário do rei, entre 1755 e 1762. Os jardins foram redesenhados em 1847, de acordo com um traçado menos regular e mais romântico. Em 10 de outubro de 1792 foram expulsas as irmãs da abadia de Notre-Dame que foi vendida em lotes. O antigo cemitério, localizado ao norte da igreja, foi transferido para sua localização atual em 1832. Na segunda metade do século XIX, um importante trabalho lhe deu seu estilo romano-bizantino atual. Em 1846 foi instalada a linha de Paris-Lyon à Marseille-Saint-Charles no vale que permite chegar à capital pela ferrovia.
Foi em 1860 que o pai de Gustave Caillebotte adquiriu uma propriedade em Yerres, localizado perto do antigo vau e da ponte sobre o rio. O edifício principal, chamado de "Casin", é inspirado na Casina de Raphaël, situado nos jardins da Villa Borghèse em Roma. O artista produziu mais de oitenta pinturas nesta propriedade, assim como na paisagem circundante. Em 1866, é Pierre Larousse quem adquiriu uma casa em Yerres. Durante a Guerra franco-alemã de 1870, a comuna foi palco de batalhas que se verificou nos túmulos dos soldados de Württemberg. Em 1883, o monte Griffon foi convocado em um ponto geodésico utilizado no cálculo das distâncias entre as grandes cidades de França por triangulação.

### História contemporânea
Em 1937, o Estado húngaro fez elevar uma estela para homenagear o herói nacional Francisco Rákóczi, que foi movida em 1978 para a praça que leva o seu nome. Durante a Segunda Guerra Mundial, dois Yerrois se distinguiram pelo tipo de ajuda que eles deram para os perseguidos, Lucien e Marguerite Dubouloz têm sido elevados à categoria de "Justos entre as nações".
Em março de 1958, o Yerres em enchente inundou o vale. Em 4 de dezembro de 1966, foi assinada a geminação entre a comuna de Yerres e Mendig. Em 1973 se constituiu em Yerres uma associação de defesa do meio ambiente e da natureza para interromper a construção de conjuntos habitacionais na comuna.
Em 2000, o château de la Grange, tornado hotel e restaurante, foi rebatizado de "château du Marechal de Saxe" para as necessidades desta nova atividade comercial.

## Geminação
Yerres desenvolveu associações de geminação com :
- Mendig (Alemanha) a partir de 1968, em alemão Mendig, localizada a 392 quilômetros
- Sainte-Brigitte-de-Laval (Canadá) a partir de 2010

Ele também desenvolveu um acordo de ajuda ao desenvolvimento com a comuna de Câmpulung la Tisa na Romênia a partir de 1990.

## Patrimônio

### Patrimônio ambiental
A comuna de Yerres tem um grande parque urbano, na antiga propriedade Caillebotte dispondo de várias folies a qual se juntam trinta e cinco hectares de jardins públicos espalhados por todo o território. Ela foi recompensada com duas flores no concurso das cidades e aldeias floridas.
Duzentos e nove hectares de floresta do Arc boisé geridos pelo ofício nacional de florestas ocupam o nordeste do território da comuna e formam a maior parte dos trezentos e quarenta e quatro hectares de bosque maciço que desfruta a comuna. As bordas das Yerres constituem um corredor verde quase ininterrupto atravessando o território de leste a oeste.

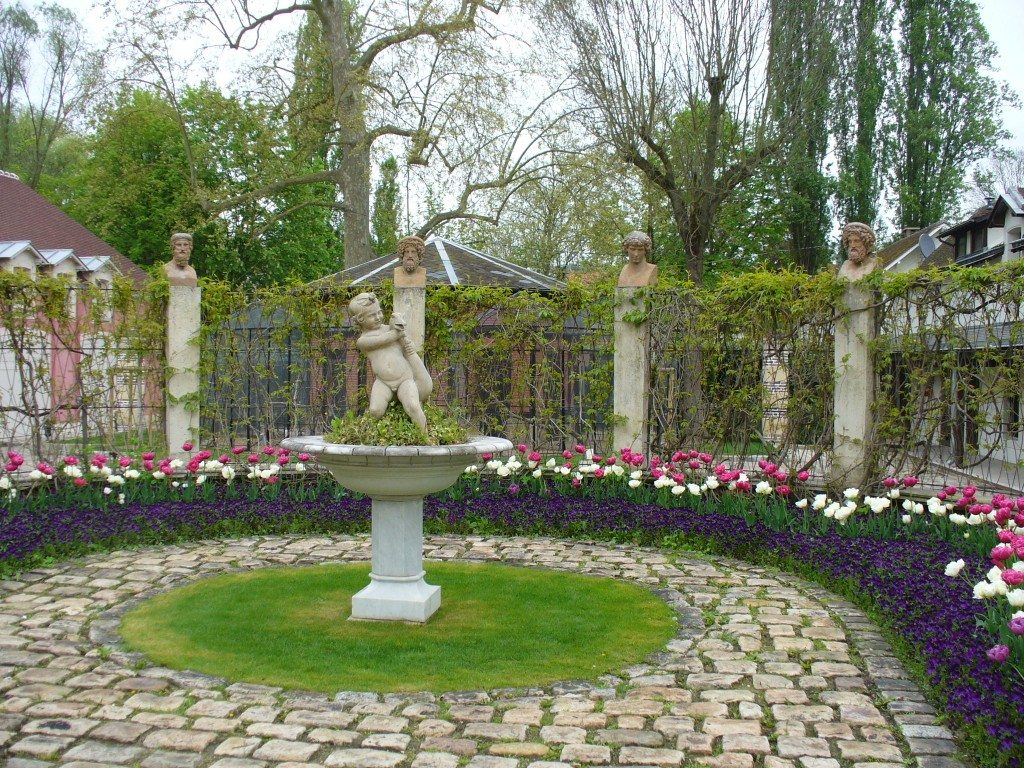
A fonte du parque Caillebotte.
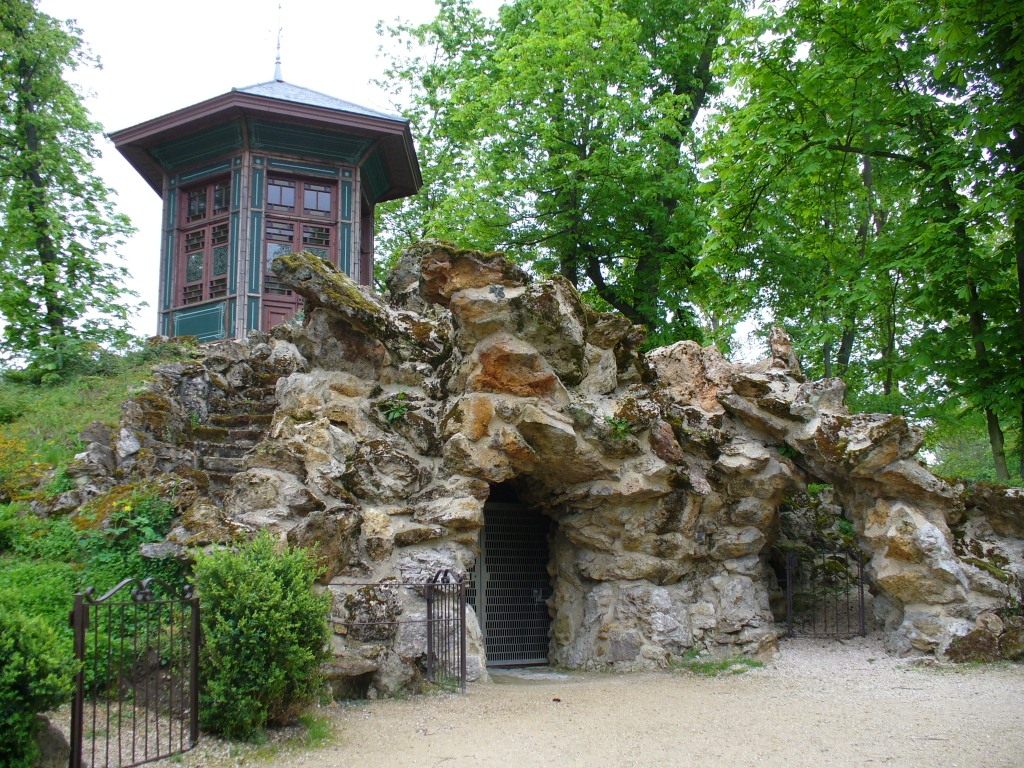
A geleira do parque Caillebotte.
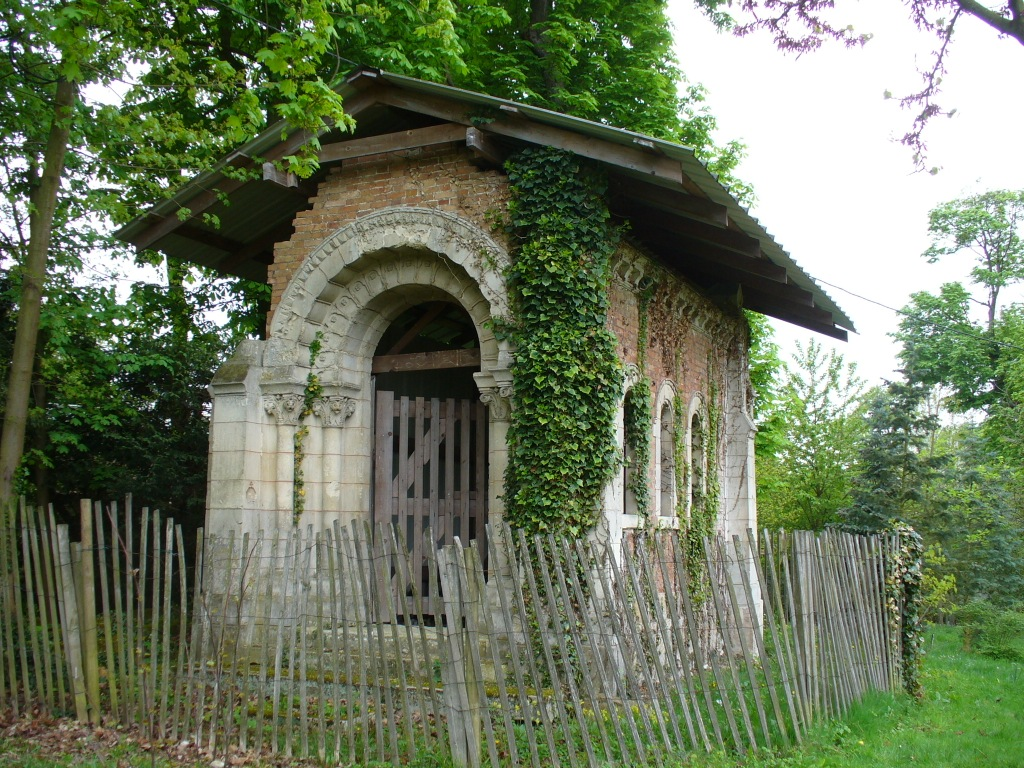
A capela do parque Caillebotte.

### Patrimônio arquitetônico
Muitos monumentos notáveis estão localizados em Yerres, alguns dos quais têm sido objeto de reconhecimento :
- a Abadia Notre-Dame d'Yerres construída entre 1120 e 1132 de que só resta uma parte do domínio foi listada como monumento histórico em 18 de agosto de 1928 e inscrita em 1 de abril de 1996

- o castelo feudal, chamado de "Château de Budé" que provavelmente remonta ao século XV, com seu portal medieval alterado ladeado por duas torres redondas foi registrado no dia 28 de setembro de 1970, a ala Leste, com três pisos, data do século XVIII e conserva alguns elementos de decoração do estilo Luís XVI. Ele é complementado pela fonte de Budé, uma folie composta de uma caverna e uma bacia que foi inscrita no dia 26 de outubro de 1981.

- no nordeste do território, o Château de la Grange, construído no século XVII e se tornou um hotel sob o nome de "Château du Marechal de Saxe" foi classificado em 8 de abril de 1971.

- a propriedade Caillebotte e o seu parque do século XIX tem sido objeto de uma inscrição parcial em 5 de outubro de 1993 pelas muitas fábricas de jardim, incluindo a orangerie, a torre de observação, a capela, o quiosque, a lagoa e a ponte do jardim.

- o Castelo de Beauregard construído em 1899 atualmente é a prefeitura.

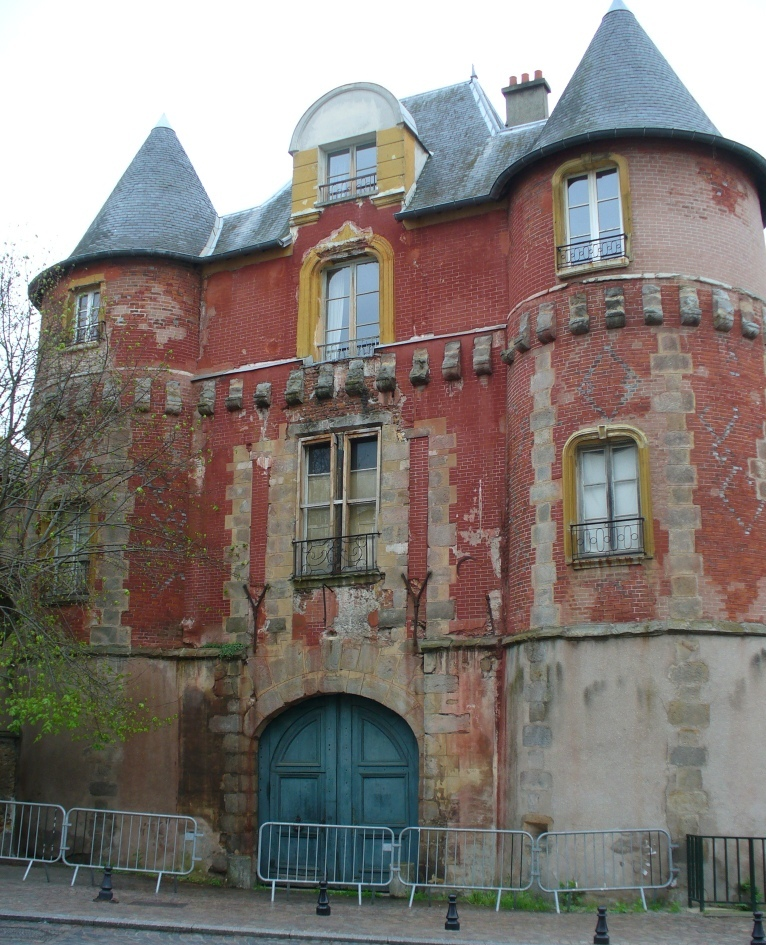
O Château de Budé.
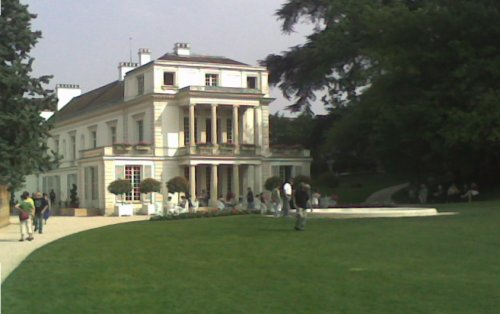
A propriedade Caillebotte.
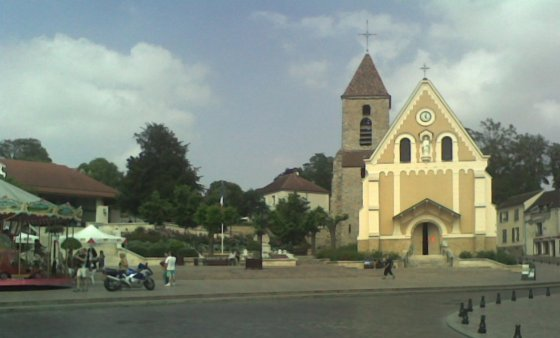
A Igreja Saint-Honest e seu adro.

### Personalidades ligadas à comuna

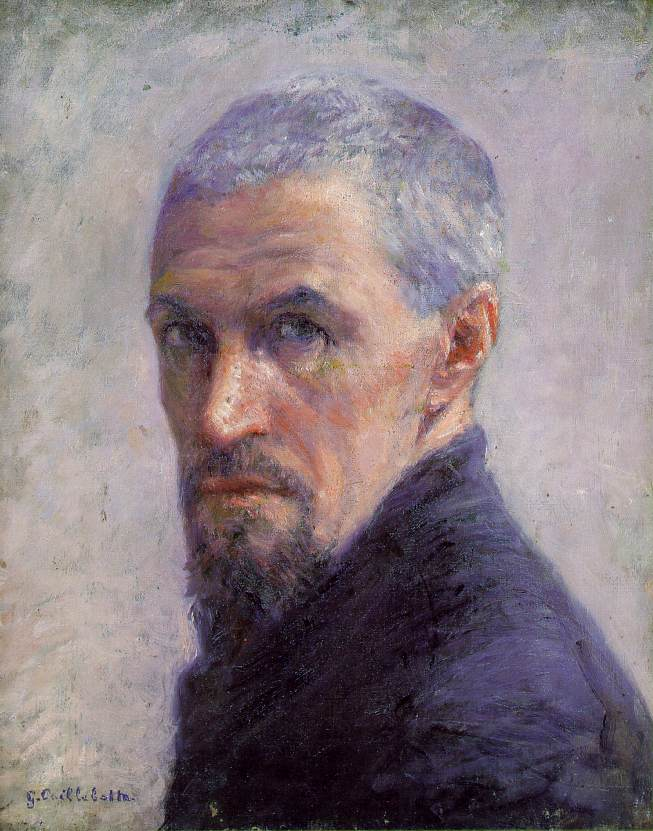
Gustave Caillebotte.

- Isabel da Baviera (1371-1435), rainha da França
- Guilherme Budé (1468-1540), humanista
- Carlos de Angoulême (1573-1650), duque de Angoulême
- Jean de La Fontaine (1621-1695), poeta e fabulista
- Francisco II Rákóczi (1676-1735), príncipe da Hungria e Transilvânia
- Maurício da Saxônia (1696-1750), condotiero e marechal de França
- Joseph Albouy dit Dazincourt (1747-1809), ator
- Luís Stanislas de França (1755-1824), rei da França
- Pierre Larousse (1817-1875), enciclopedista e editor
- Claude Monet (1840-1926), pintor
- Gustave Caillebotte (1848-1894), pintor